# Argyrolopha trisignata
Argyrolopha trisignata är en fjärilsart som beskrevs av Paul Mabille 1900. Argyrolopha trisignata ingår i släktet Argyrolopha och familjen nattflyn. Inga underarter finns listade i Catalogue of Life.